# 이키쓰시마 국정공원

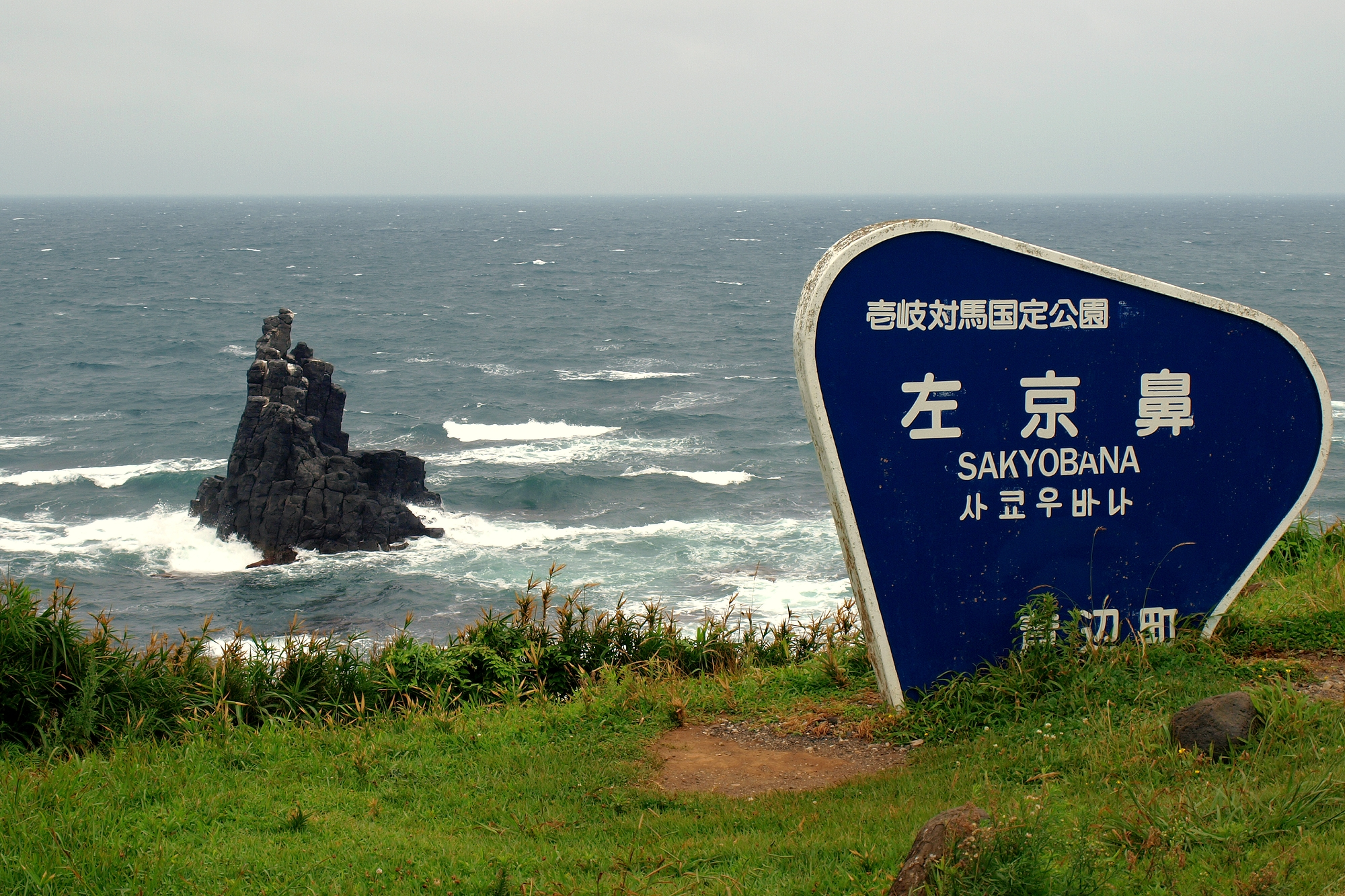
이키 쓰시마 국정공원에 있는 사쿄바나 관련 푯말. 글귀의 내용상 한글로는 이상하게도 사쿄우바나라고 적혀 있는 것으로 드러난다.

이키 쓰시마 국정공원(Iki-Tsushima Quasi-National Park, 壱岐対馬国定公園)은 일본 나가사키현의 이키섬과 쓰시마섬 일대를 섬과 바다의 유역을 사이에 두고 있는 국정공원이다. 1968년 7월 22일 정식으로 발족되었고, 넓이는 119.5㎢로, 안면도의 면적과 거의 비슷하다. 이와 같이 이키, 쓰시마 양쪽 지역 모두 천혜의 청정 자원으로 이루고 있어, 해안선의 굴곡이 심한 도서 지역이라는 공통점을 가진다.

## 같이 보기
- 일본의 국립공원